# Esfera de Berger
En geometría riemanniana, una esfera de Berger, llamada así por Marcel Berger, es una 3-esfera estándar con una métrica riemanniana procedente de una familia uniparamétrica, que puede obtenerse a partir de la métrica estándar reduciéndola a lo largo de las fibras de una fibración de Hopf. Es interesante por ser uno de los ejemplos más sencillos de colapso de Gromov.
De forma más precisa, se considera en primer lugar el álgebra de Lie con generadores {\displaystyle x_{1},x_{2},x_{3}} y con el corchete de Lie {\displaystyle [x_{i},x_{j}]=-2\epsilon _{ijk}x_{k}}.  Esto se corresponde con el grupo de Lie simplemente conexo {\displaystyle \mathbb {S} ^{3}}.  Tomando ahora el producto {\displaystyle \mathbb {S} ^{3}\times \mathbb {R} }, extendiendo el corchete de Lie de forma que el generador {\displaystyle x_{4}} sea invariante a izquierda por la operación del grupo de Lie y tomando el cociente por {\displaystyle \alpha x_{1}+\beta x_{4}}, donde {\displaystyle \alpha ^{2}+\beta ^{2}=1}, obtenemos finalmente las esferas de Berger {\displaystyle B(\beta )}.
Existen también análogos en dimensión superior del concepto de esfera de Berger.